# محوطه هزار گورگان ۲
محوطه هزار گورگان ۲ مربوط به دوره اشکانیان است و در شهرستان سرباز، بخش سرباز، دهستان سرباز، شمال روستای کوه میتک واقع شده و این اثر در تاریخ ۲۷ اسفند ۱۳۸۶ با شمارهٔ ثبت ۲۲۶۹۰ به‌عنوان یکی از آثار ملی ایران به ثبت رسیده است.